# Réservoir de Calaveras
Le réservoir de Calaveras est situé principalement dans le comté de Santa Clara, en Californie, avec une petite partie de son barrage dans le comté d'Alameda, en Californie. En espagnol, Calaveras signifie «crânes».
Le réservoir est alimenté principalement par l'Arroyo Hondo (en) et Calaveras Creek (en). Située dans la vallée de Calaveras (en) , la région est géologiquement active avec la faille de Calaveras (en)  parallèle à et à l'ouest du site du barrage. Le risque sismique a forcé le remplacement du barrage d'origine. La construction du barrage de remplacement a commencé en 2011 et s'est achevé en 2019.

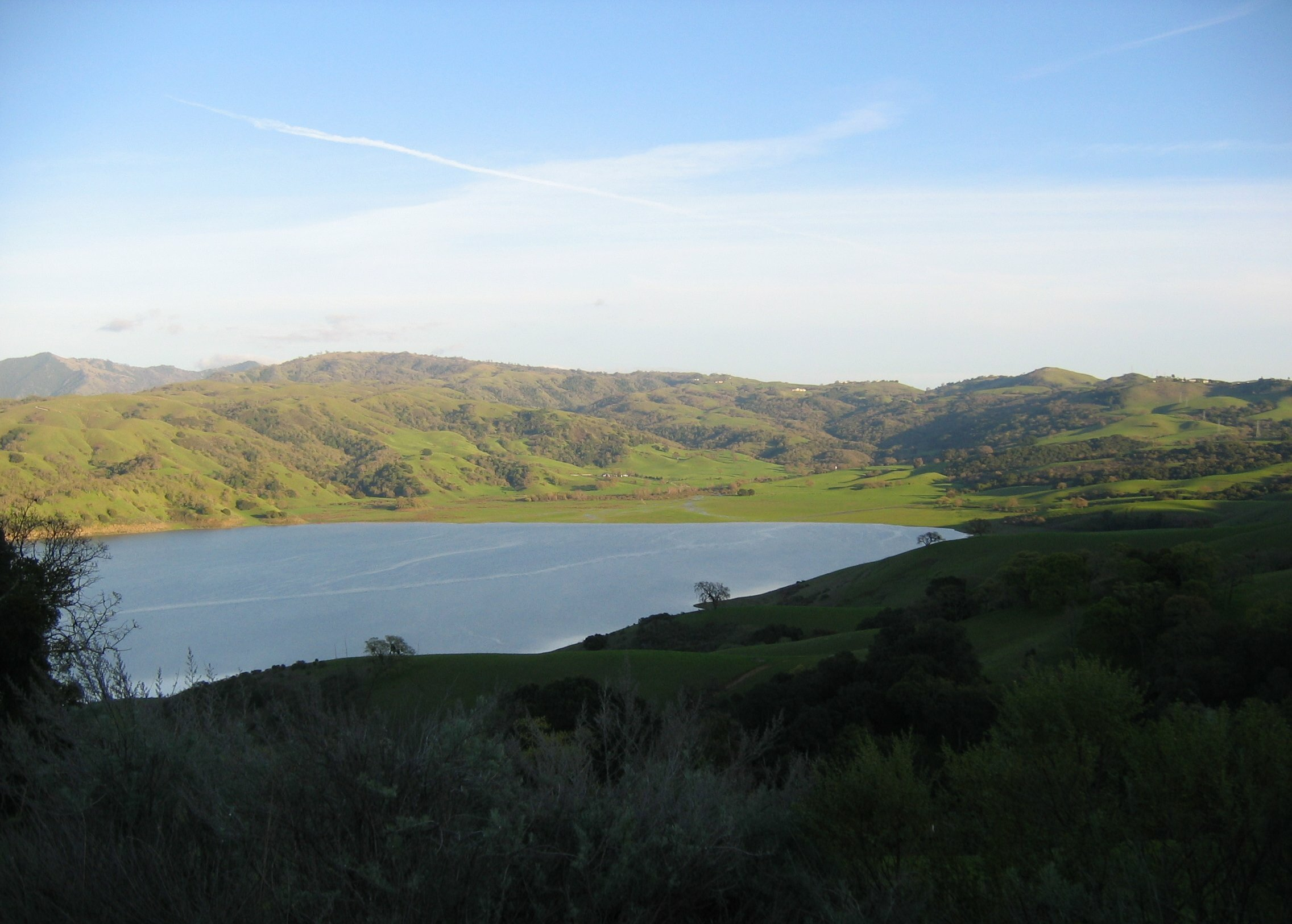
Réservoir de Calaveras au printemps 2006

La vallée de Calaveras possède une faune diversifiée, comptant cerfs, coyotes, écureuils, urubus à tête rouge, carouges à épaulettes, pies à bec jaune, buses à queue rousse, quiscale de Brewer, hirondelles noire, hirondelles rustiques orioles de Bullock et fauvettes. Depuis au moins 2008, une paire de pygargues à tête blanche niche régulièrement.

## Histoire

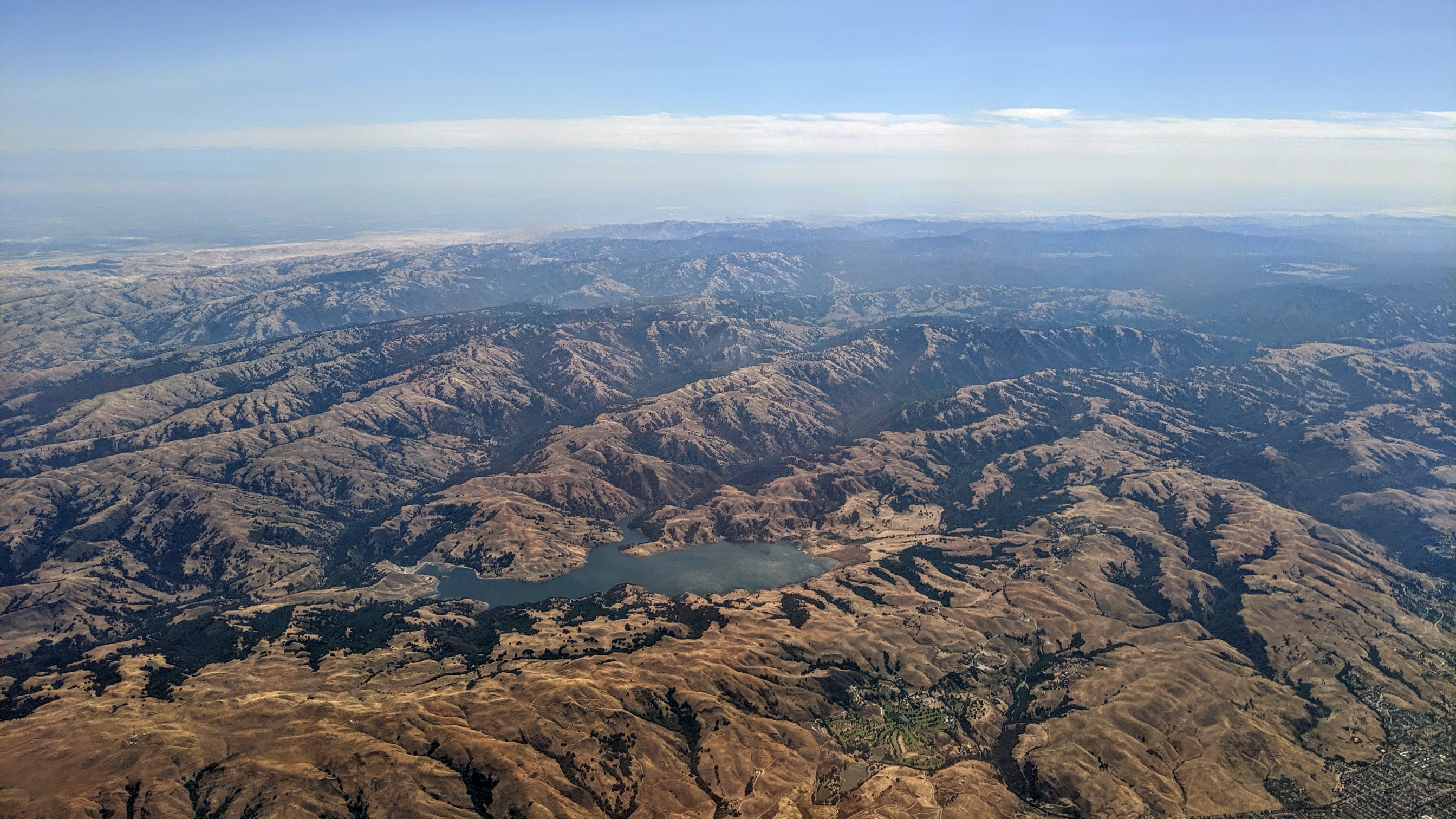
Vue aérienne du nord de San Jose

Au XIXe siècle, la vallée de Calaveras que remplit aujourd'hui le réservoir était avant tout une région agricole connue pour sa production de foin, de fraises et de tomates. En raison de la demande croissante d'eau potable de San Francisco au début du XXe siècle, les agriculteurs de la région ont été contraints de vendre leurs terres à la Spring Valley Water Company (en), qui les a ensuite vendues à la San Francisco Water Company (en) .
Le premier barrage sur le site, construit en 1913 par la Spring Valley Water Company, a rapidement changé l'hydrologie sensible et l'environnement naturel de la vallée de Calaveras. Ce barrage a subi un effondrement de la pente amont en 1918 en raison de défauts de conception et de matériaux. Jusqu'à son remplacement, en 2019, était le plus grand barrage en terre du monde lorsqu'il a été achevé en 1925. Il mesurait 245 pieds de haut, avec une longueur de 1 200 pieds à sa crête. La ville et le comté de San Francisco possèdent et exploitent le barrage et le réservoir pour l'approvisionnement en eau de la municipalité. En raison de préoccupations concernant sa cote sismique, le barrage de 1925 a été remplacé par un nouveau barrage construit juste en aval de 2014 à 2019.

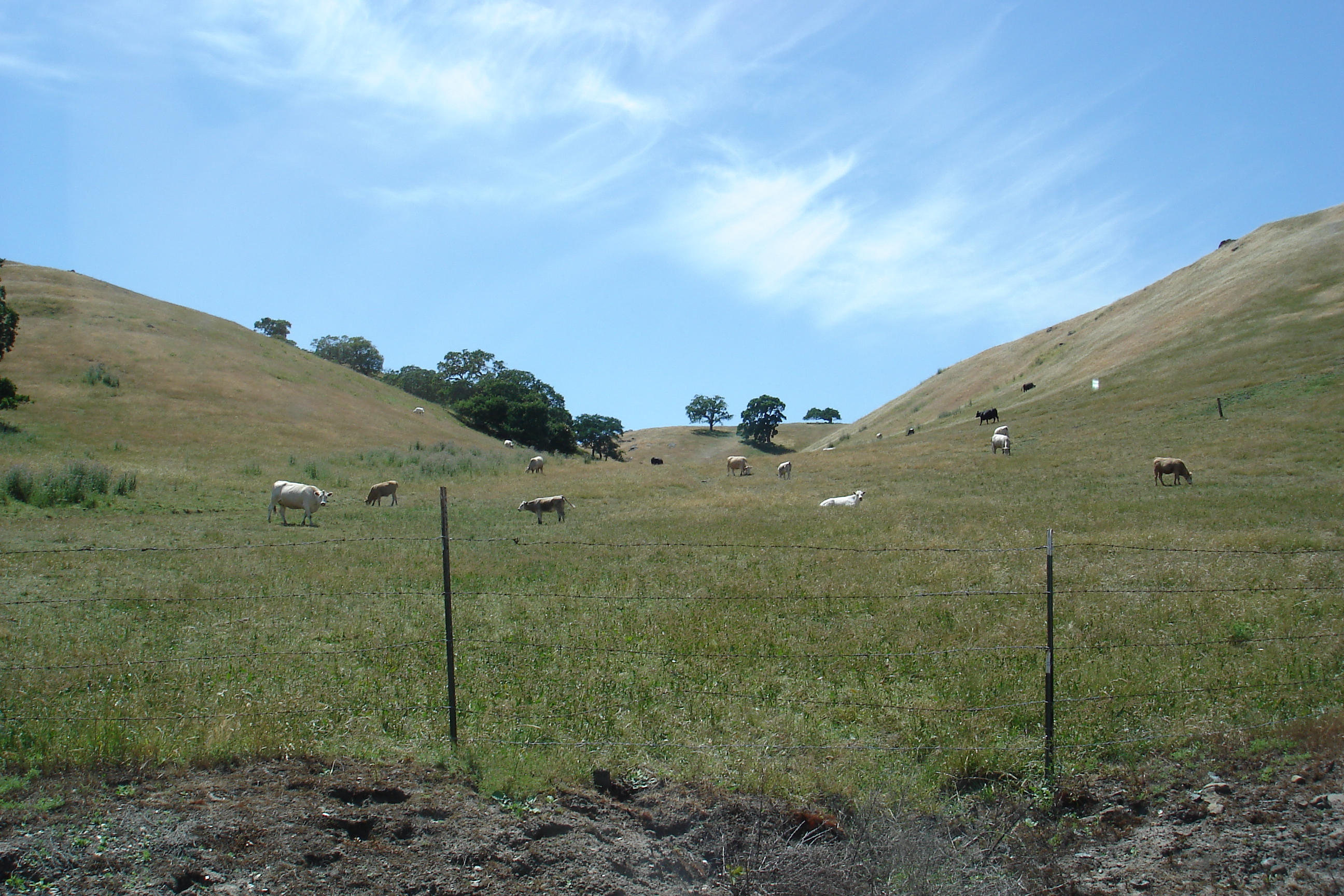
Bétail le long de la route de Calaveras, mai 2006

Le réservoir contiendrait une importante population d’achigan à grande bouche, de truite arc-en-ciel et d’autres espèces. Cependant, la pêche est interdite[réf. nécessaire].
La Commission des services publics de San Francisco (San Francisco Public Utilities Commission (en), SFPUC) possède 36 000 acres (150 km2 ) dans le bassin versant du ruisseau Alameda. Certaines terres du bassin versant sont louées à des sociétés d'élevage (ranch) afin de contrôler la végétation et de prévenir les incendies. La plupart des terres sont fermées au public en raison de préoccupations concernant la salubrité et la qualité de l'eau potable.

### Remplacement du barrage
Le site du barrage a une faille sismique active à proximité, et le barrage original de 1925 était vulnérable aux séismes. Si le barrage s'était effondré lorsqu'il était plein, il aurait inondé certaines parties de Fremont, en Californie, d'un mur d'eau 30 pi (9,1 m) de haut. Les régulateurs des barrages de l'État de Californie ont limité la capacité du barrage d'origine en 2001, afin d'atténuer la menace sismique. La capacité du barrage d'origine était limitée à environ un tiers de la valeur nominale de 100 000 acres-pieds (120 millions de mètres cubes).
Pour restaurer la capacité perdue, la Commission des services publics de San Francisco a construit un barrage de remplacement situé à 1 000 pieds (300 mètres) en aval du barrage original de 1925. Le remplacement du barrage a pris deux fois plus de temps (huit ans au lieu de quatre ans) et a coûté deux fois plus cher que prévu initialement. Des conditions géologiques dangereuses ont été découvertes près de la culée ouest proposée en 2012 et près du déversoir proposé. Le site du barrage a été affaibli par au moins deux anciens glissements de terrain   . Lorsque la construction a commencé en 2011, le budget était de 420 millions de dollars et l'achèvement était prévu en 2015 ,. La refonte sismique a nécessité trois millions de verges cubes supplémentaires (deux millions de mètres cubes) d'excavation, bien plus que les sept millions de verges cubes d'origine (cinq millions de mètres cubes) ,. Le déversoir a dû être déplacé loin de l'un des anciens glissements de terrain, retardant le projet d'une autre année. En 2017, l'achèvement avait été repoussé au printemps ou à l'été 2019 et le coût était passé à 810 millions de dollars,.
La conception du barrage de remplacement permet une expansion future de la capacité, et le noyau est plus large que nécessaire initialement. La conception permet d'augmenter la hauteur de 46 m, pour quadrupler la capacité initiale de 120 000 000 m3. À l'achèvement du barrage de remplacement, un tiers de l'ancien barrage a été enlevé pour permettre au réservoir d'être mis en réserve par le nouveau barrage à la place.
Le projet de construction a alloué des fonds pour restaurer les populations de poissons indigènes dans d'autres parties du bassin versant. Une échelle pour la truite arc-en-ciel (Oncorhynchus mykiss) au barrage lui-même a été jugée irréalisable. À 290 pieds (88 m), elle aurait été la plus haute échelle à poissons des États-Unis et aurait coûté 40 millions de dollars. Le SFPUC a assuré aux groupes environnementaux qu'il rejetterait l'eau du barrage de remplacement pour améliorer les débits d'été. Une échelle à poissons plus petite est en cours de construction à un barrage de dérivation séparé sur le ruisseau Alameda supérieur, considéré comme un habitat privilégié pour la truite.

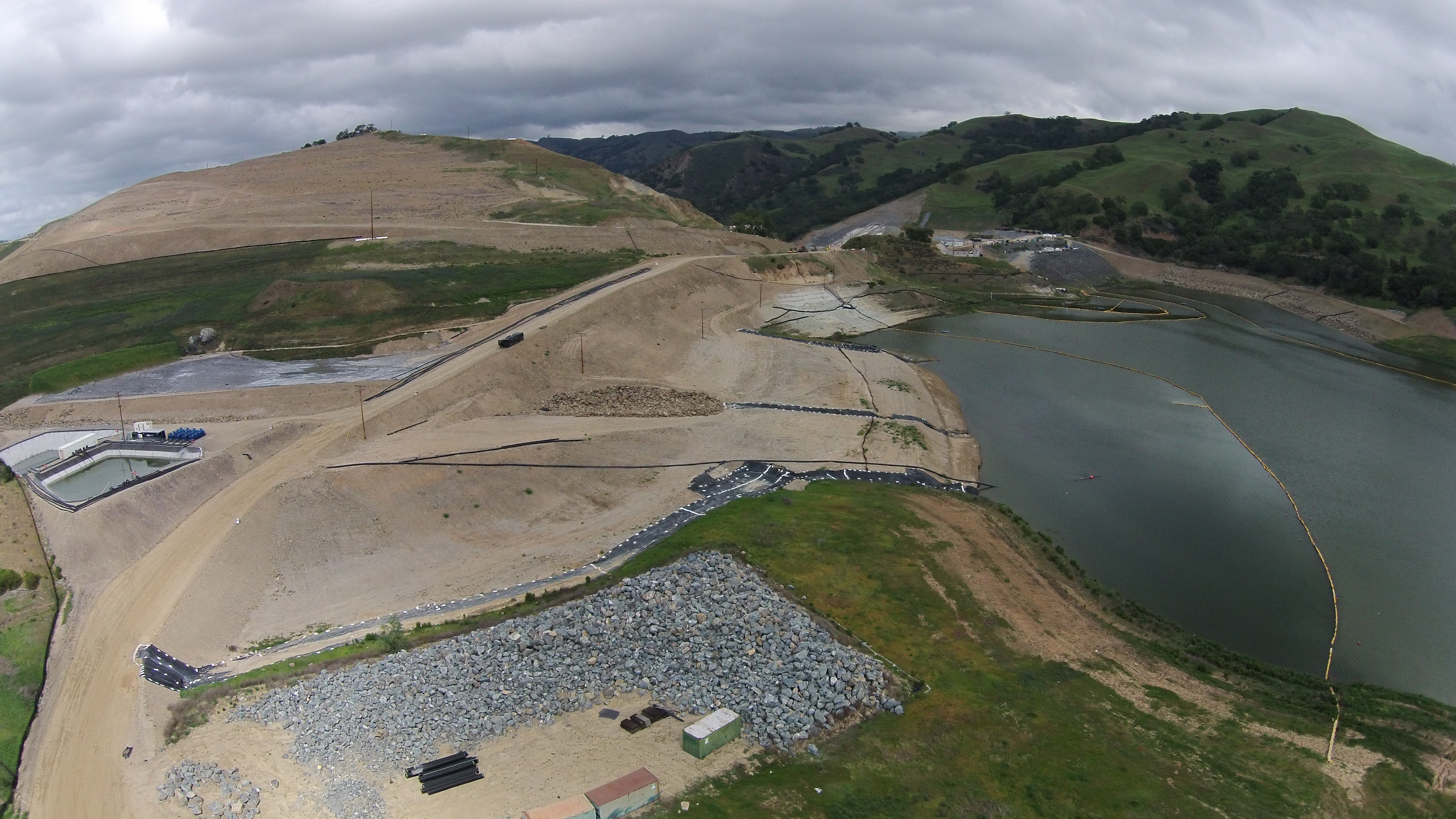
Vue aérienne du réservoir de Calaveras montrant la reconstruction du mur du barrage

## Écologie
Faire face à des défis juridiques pour libérer des flux pour soutenir la truite arc-en-ciel ( Oncorhynchus mykiss ) dans les 20 milles (32,19 km) de Calaveras Creek en dessous du barrage, la San Francisco Public Utilities Commission (en) (SFPUC) a commencé des rejets réguliers après la reconstruction du barrage en 2018. Les rejets à débit constant et la baisse des températures de l'eau qui l'accompagnaient ont entraîné une forte augmentation du nombre de truites.

## Découverte d'un crash d'avion
À la fin des années 80 et au début des années 90, une sécheresse affecta la Californie et les niveaux d'eau dans les réservoirs de tout l'état devinrent extrêmement bas. En janvier 1991, l'eau du réservoir était en baisse de 100 pieds (30,48 m), et le corps en aluminium d'un avion est devenu visible. Deux squelettes ont été retrouvés sur le site le 5 janvier 1991. Les dossiers dentaires et le numéro de série de l'avion ont été utilisés pour identifier positivement les restes de Clifford Gillman et son monomoteur Ercoupe, ainsi que l'ami de Gillman, Robert Louviere. Ils étaient portés disparus depuis le 16 juin 1963. L'épave, moins les restes des deux hommes, repose toujours au centre du réservoir.